# Karl Seiler (Soziologe)
Karl Seiler (* 26. März 1896 in Feucht; † 24. November 1978 in Erlangen) war ein deutscher Pädagoge und Soziologe. Seiler wird zu einer Reihe von Soziologen gezählt, die auch in der nationalsozialistischen Diktatur empirische Soziologie betrieben haben. Nach 1945 arbeitete Seiler als Pädagoge an der Universität Erlangen.

## Karl Seiler – ein Angehöriger der Kriegsfreiwilligen- und Frontkämpfergeneration
Seiler entstammte einer Pfarrersfamilie. Er machte 1914 Abitur und nahm als Kriegsfreiwilliger am Ersten Weltkrieg teil. Nach der Entlassung aus der Kriegsgefangenschaft schloss sich Seiler in der Weimarer Republik dem Freikorps Oberland an. Er beteiligte sich auch am Aufbau des Bundes Oberland in seiner fränkischen Heimat. Seiler wurde Führer einer Oberland-Kompagnie und beteiligt sich an einer Bahnsprengung im französisch besetzten Gebiet an der Bahnstrecke Köln-Trier.

## Studium und berufliche Ausbildung
1920 hatte Seiler ein Studium Nationalökonomie und Philosophie an der Universität München begonnen und dabei auch Vorlesungen in Soziologie gehört. Aus finanziellen Gründen trat er im Jahr 1921 in das Lehrerseminar Schwabach ein und wurde Hilfslehrer, später Volksschul- und Hauptlehrer. Ab 1926 studierte Seiler in Erlangen Pädagogik, Alte Geschichte und Philosophie; er promovierte 1929 mit der Arbeit ‘Das pädagogisches System Wolfgang Ratkes. Ab 1928 war Seiler am Bayerischen Statistischen Landesamt bzw. im Statistischen Amt der Stadt Würzburg tätig.

## Karriere im Nationalsozialismus
1933 wurde Seiler Mitglied diverser NS-Organisationen. Er trat in den NS-Lehrerbund und die SA ein; und er stellte einen Antrag zur Aufnahme in die NSDAP, der zunächst abgelehnt wurde (Beitritt 1937; noch im selben Jahr wurde er NSDAP-Blockleiter). Seiler wurde als Gastlehrer für Arbeitslager geschult.
Im April 1935 wurde Seiler mit der Studie „Der Erziehungsstaat Karls des Großen“ an der Universität Erlangen habilitiert. Seit dem gleichen Jahr war er Lehrbeauftragter für Pädagogik und Dozent für Raumforschung an der Universität Erlangen. Seit dieser Zeit engagierte er sich auch im NSD-Dozentenbund. Schon 1934 führte Seiler im Auftrag des Reichsnährstands gemeinsam mit dem Soziologen Karl Heinz Pfeffer eine Untersuchung zur Lage der Landarbeiter und des Gesindes durch. Mehrjährige empirische Arbeiten über die 'Die Landflucht in Franken', die er für die Reichsarbeitsgemeinschaft für Raumforschung gemeinsam mit seinem damaligen Assistenten Walter Hildebrandt unternahm, folgten ab 1935. Allein für diese Untersuchungen erhielt Seiler bis 1938 insgesamt über 11.000 Reichsmark Forschungsgelder. Zusammen mit dem Soziologen Max Rumpf führte Seiler auch die Arbeitsgemeinschaft Fränkische Landesforschung und Volkslebenskunde" (ab 1938, bis zum Wintersemester 1944/45). Ab November 1938 war Seiler zunächst Lehrstuhlvertreter für Psychologie und Pädagogik an der Nürnberger Handelshochschule. Ab Mai 1939 wurde infolge der Bedeutung der oben genannten Untersuchungen zu den Landarbeitern und zur 'Landflucht' für Karl Seiler ein neuer Lehrstuhl für Soziologie eingerichtet. Im Wintersemester 1939/40 finden sich im Vorlesungsverzeichnis die Seiler zugeordneten Themen „Menschenführung“, „Soziologie“, „Arbeitsgemeinschaft für moderne Siedlungsfragen“ u. a. Für den Soziologiehistoriker Carsten Klingemann ist die Einrichtung des Lehrstuhls ein typisches Beispiel für die „Interdependenz von außeruniversitärer Professionalisierung und akademischer Institutionalisierung“ der Soziologie.
Für den XIV. Internationalen Soziologenkongress in Bukarest (1939) war Karl Seiler als Teilnehmer der deutschen Delegation (Leitung: Gunther Ipsen) vorgesehen. Der Soziologenkongress wurde jedoch abgesagt. Seilers vorgesehener Vortrag („Landflucht und Verstädterung“) erschien dann in der von dem rumänischen Soziologen Dimitrie Gusti herausgegebenen Schrift: „Arbeiten des XIV. Internationalen Soziologen-Kongresses Bucuresti“ (1940). Zwischen September 1939 und September 1940 leistete Seiler Kriegsdienst.
Seiler leitete auch die Hochschularbeitsgemeinschaft für Raumforschung an der Hindenburg-Hochschule Nürnberg.
Als sich „zu Beginn des Jahres 1941 die Möglichkeit ergab, den Lehrstuhl für Psychologie und Pädagogik zu erhalten, verzichtete Seiler auf den für ihn geschaffenen Lehrstuhl für Soziologie“. Im Jahr 1941 war Seiler kurzzeitig auch als Mitarbeiter der Münchener Forschungsgemeinschaft für Bevölkerungswissenschaft und Bevölkerungspolitik vorgesehen, aus der der Bevölkerungsstatistiker Friedrich Burgdörfer ein „Reichsinstitut für Bevölkerungswissenschaft und Bevölkerungspolitik“ entwickeln wollte. Seiler blieb aber in Nürnberg. Seiler gründete seinerseits die „Arbeitsgemeinschaft für soziologische Fragen – Formen der Gemeinschaft“ und plante den Aufbau eines wissenschaftlichen Forschungsinstituts im Bereich Pädagogik, das im Rahmen der Hohen Schule der NSDAP (s.auch Alfred Baeumler) entstehen sollte. Ab April 1942 leitete Seiler dann die „Forschungsstelle für Unterrichtslehre, Erziehungslehre und Psychologie“ der Hohen Schule der NSDAP.

## Akademischer Weg nach 1945
Nach dem Krieg wurde Karl Seiler wegen seiner politischen Belastung zunächst aus dem Universitätsdienst entlassen. Er wurde Leiter der Erlanger, dann der Nürnberger Lehrerbildungsanstalt. Er erhielt nach einem für ihn erfolgreich verlaufenden Spruchkammerbeschluss eine Privatdozentur für Pädagogik an der Pädagogischen Hochschule der Universität Erlangen (1949/1950). Ab dem Herbst 1951 wirkte er auch wieder als Lehrbeauftragter für Philosophie und Psychologie an den Lehrerinnenbildungsanstalten. Ab 1956 leitete er das Institut für Lehrerbildung. Im Dezember 1958 wurde Seiler ordentlicher Professor für Pädagogik an der Pädagogischen Hochschule Nürnberg sowie Hochschulleiter. 1963 wurde Seiler emeritiert.

## Schriften (Auswahl)
- Das pädagogische System Wolfgang Ratkes. Nach den handschriftlichen Quellen im Zusammenhang der europäischen Geistesgeschichte dargestellt. Erlangen: Palm & Enke 1931.
- Der Erziehungsstaat Karls des Großen. Einrichtungen, Grundgedanken, letzte Ziele. Erlangen: Palm & Enke 1937.
- Gesetzmäßigkeiten in der Bevölkerungsentwicklung stadtnaher Dörfer. In: Volksspiegel. Zeitschrift für deutsche Volkswissenschaft 4, S. 216–222.
- Die Gesindefrage in Franken. Ein Beitrag zur Klärung des deutschen Landfluchtproblems. In: Raumforschung und Raumordnung 2.Jg. (1938), Heft 6, S. 238–241.
- (mit Walter Hildebrandt): Die Landflucht in Franken. Leipzig 1940 (Berichte zur Raumforschung und Raumordnung, Band III).
- Franken. In: Konrad Meyer, Klaus Thiede (Hrsg.): Die ländliche Arbeitsverfassung im Westen und Süden des Reiches. Beiträge zur Landfluchtfrage. Gemeinschaftswerk im Auftrage der Reichsarbeitsgemeinschaft für Raumforschung. Heidelberg, Berlin, Magdeburg 1941, S. 191–211.
- Die seelische Seite der Verstädterung. 3. Beiträge zum Großstadtsammelwerk. In: Archiv für Bevölkerungswissenschaft und Bevölkerungspolitik 12. Jg. (1942), Heft 3/4, S. 129–154.
- Die Arbeitsschule: ihre psychologische Begründung. Nürnberg: Verlag Die Egge 1948.
- (als Herausgeber) Nürnberg: 900 Jahre Nürnberger Wirtschaft 1050–1950. Kulmbach: Baumann 1950.
- Gesamtunterricht im Neubau der Schule. Stuttgart: Klett 1950 (Erziehungswissenschaftliche Bücherei. Erziehungswissenschaftliche Reihe. 3).